# Sennori
Sennori' (en sardo Sènnaru) es una localidad italiana de la provincia de Sassari, región de Cerdeña,  con 7172 habitantes.

## Evolución demográfica
| Gráfica de evolución demográfica de Sennori entre 1861 y 2001 |
|                                                               |
| Fuente ISTAT - elaboración gráfica de Wikipedia               |